# Тактування
Тактування — показ темпу і метру музичного твору за допомогою рухів (помаху руки, плесканням долонь, відбиванням ритму тощо). Визнаним видом тактування є використання диригентської схеми, коли кожна доля відмічається в просторі чітким ударом кисті руки («точка»), що фіксує початок звука. Тактування — основа різноманітних диригентських рухів, що спираються на особливості музики та відображають її характер.